# George Herbert (13e comte de Pembroke)
Pour les articles homonymes, voir George Herbert et Herbert.
George Robert Charles Herbert, 13e comte de Pembroke, 10e comte de Montgomery (6 juillet 1850 - 3 mai 1895), connu sous le nom de Lord Herbert de Lea de 1861 à 1862, est un homme politique conservateur britannique. Il est Sous-secrétaire d'État à la guerre sous Benjamin Disraeli entre 1874 et 1875.

## Jeunesse
Il est le fils aîné de Sidney Herbert (1er baron Herbert de Lea), fils de George Herbert (11e comte de Pembroke), et de sa deuxième épouse Catherine Semyonovna Vorontsov. Sa mère est Elizabeth Herbert, baronne Herbert de Lea, fille du lieutenant-général Charles Ashe à Court-Repington. Il succède à son père comme baron Herbert de Léa en 1861 et l'année suivante il hérite du comté de Pembroke à la mort de son oncle.

## Carrière politique
Il est Sous-secrétaire d'État à la guerre de 1874 à 1875 dans la deuxième administration conservatrice de Benjamin Disraeli.
Lord Pembroke n'a plus jamais accepté ses fonctions et prend rarement la parole à la Chambre des lords, mais il continue de s'intéresser vivement aux affaires publiques, impériales et nationales, et communique ses vues, à travers divers périodiques et par des discours dans le pays, sur l'Irlande, la question territoriale, la défense impériale et la marine. Il joue un rôle de premier plan dans le mouvement des volontaires, tenant une commission pendant plus de vingt ans et commandant le bataillon South Wilts jusqu'à quelques mois avant sa mort. Il croyait fermement à l'avantage de l'enseignement technique et en a donné la preuve pratique en construisant et en dotant l'école technique de Pembroke près de Dublin. Lord Pembroke est un bon sportif, ayant d'abord été un maître des harriers pendant de nombreuses années, puis des foxhounds; mais une mauvaise chute met fin à sa pratique de la chasse, et il passe ensuite une grande partie de son temps à pratiquer la voile.

## Famille
Lord Pembroke épouse Gertrude Frances, fille de Henry Chetwynd-Talbot, 18e comte de Shrewsbury, en 1874. Il est décédé à Francfort le 3 mai 1895, à l'âge de 44 ans, et son jeune frère, Sidney Herbert, lui succède. La comtesse de Pembroke est décédée en septembre 1906, âgée de 66 ans.